# كارتيرادوس (كيكلاديس)
كارتيرادوس (Καρτεράδος) هي مدينة في كيكلاديس في اليونان.
يبلغ عدد سكانها حوالي 1290 نسمة.